# Fernando de Contreras y Pérez de Herrasti
Fernando de Contreras y Pérez de Herrasti (Granada, 2 de julio de 1874—2 de septiembre de Sevilla, 1940) fue un aristócrata, político y periodista español. Durante la década de 1930 fue jefe provincial de la Comunión Tradicionalista en Jaén y destacó como articulista del diario El Siglo Futuro.

## Biografía
Nació en una familia de la nobleza de raíces jienenses y granadinas emparentada con el héroe de la guerra de la Independencia Andrés Pérez de Herrasti. Era hijo de Fernando de Contreras y Pérez de Herrasti y de Francisca Pérez de Herrasti y Vasco. Su abuelo paterno, Fernando de Contreras Aranda, fue alcalde de Jaén en 1861 y 1862.
Maestrante de Granada, casó el 26 de noviembre de 1900 en Sevilla con María de Gracia de Solís-Beaumont y Desmaissieres (1876-1952), de la familia de los marqueses de la Motilla, de Valencina, condes de Torralba y de Casa Alegre, con la que tuvo tres hijas.
Su familia estaba vinculada al carlismo desde el Sexenio Revolucionario y había ocupado cargos de relevancia en dicha causa. Por ejemplo, Antonio Pérez de Herrasti y Antillón (1839-1900), tío segundo suyo, había presidido en Granada la junta carlista regional.
Tras la proclamación de la Segunda República Española, fue detenido por haber participado presuntamente en un complot monárquico. En enero de 1932 Fernando de Contreras fue nombrado jefe provincial de la Comunión Tradicionalista de Jaén, provincia en la que la presencia carlista había quedado enormemente reducida en la década anterior, y, de acuerdo con Martin Blinkhorn, la actividad en Jaén durante la llamada «Semana Tradicionalista» en marzo de 1932 atestiguaría su energía. En junio de ese año Contreras afirmó en El Siglo Futuro que la mayor parte de los pueblos de Jaén ya tenían círculos, lo cual, según el historiador Blinkhorn, era una cifra muy exagerada, si bien era cierto que se habían formado muchas juntas locales y un cierto número de círculos, incluso en pueblos pequeños como Villacarrillo.
El 24 de junio de 1932 Fernando de Contreras era también designado miembro del Consejo de Cultura de la Comunión Tradicionalista presidido por Víctor Pradera. En el terreno político, siguió la línea de Manuel Fal Conde de oposición total a la Segunda República, admitiendo solo una colaboración circunstancial con la CEDA para concurrir a las elecciones. Contreras era de los que exigía un rápido y violento derrocamiento del régimen, afirmando que «la prudencia excesiva es un defecto, no una virtud».

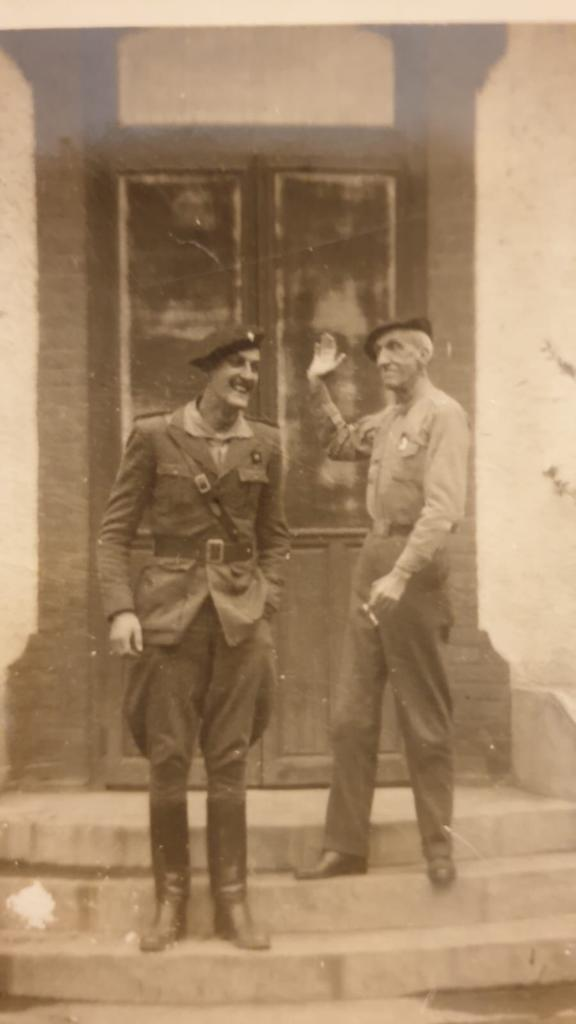
Fernando de Contreras y Pérez de Herrasti (derecha) con su sobrino José de Contreras y González-Anleo, al salir este del hospital, durante la guerra civil española.

Cuando el conde de Rodezno anunció su intención de dimitir como jefe delegado de la Comunión Tradicionalista en abril de 1934, Contreras propuso, junto con Manuel Senante y José María Lamamié de Clairac, que Fal Conde, hasta entonces jefe regional de Andalucía Occidental, le sucediera en el cargo, propuesta que finalmente se impuso, si bien el propio Rodezno sugirió que en lugar de Fal Conde, ocupara el puesto José Luis Oriol o el mismo Fernando Contreras.
Tras la toma y consolidación del poder en Alemania por parte de Hitler, Fernando de Contreras afirmó en El Siglo Futuro que el régimen republicano español se estaba oponiendo de hecho a «las corrientes mundiales» que aparecían por todas partes, exceptuando Méjico y la Unión Soviética. Sin embargo, la mayoría de los tradicionalistas veían el fascismo con recelo y consideraban que el defecto principal del mismo radicaba en lo que Fal Conde calificó como «el socialismo político fascista de "todo para el Estado"». Contreras concluiría al respecto en sus artículos de prensa que sería difícil escoger entre vivir bajo el fascismo o bajo el comunismo, ya que ambos sistemas eran igualmente despóticos.
Fernando de Contreras se contaba entre los miembros más ricos de la Comunión Tradicionalista, y junto con hombres como Oriol, la familia Baleztena de Navarra y Miguel María Zozaya, fue uno de los tradicionalistas que, a mediados de 1934, contribuyeron a financiar el armamento del Requeté, que se preparaba ya para una guerra.
Durante la guerra civil española formó parte de la Columna Redondo y realizó importantes aportaciones económicas al bando nacional. Desde Sevilla continuó escribiendo para el diario carlista La Unión.
Su hermano Ramón de Contreras y Pérez de Herrasti fue jefe regional de la Comunión Tradicionalista en Andalucía Oriental, comisario carlista de guerra y primer jefe provincial de Granada de FET y de las JONS.

## Obras
- El programa tradicionalista (Jaén, 1932)[16]